# ジェイアール東海情報システム
ジェイアール東海情報システム株式会社（ジェイアールとうかいじょうほうシステム）は、愛知県名古屋市東区に本社を置くシステムインテグレーターである。
東海旅客鉄道の子会社でJR東海グループのシステム開発、保守、運用などを行っている。

## 沿革
- 1999年（平成11年）
  - 2月1日 - 設立[2][3]。
  - 4月 - 営業開始[6]。

## 事業所
- 本社・名古屋システム本部（愛知県名古屋市）
- 東京システム本部（東京都千代田区・丸の内中央ビル）
- エクスプレス本部（東京都港区・NTT品川TWINS DATA棟）